# آلفرد اسپیناس

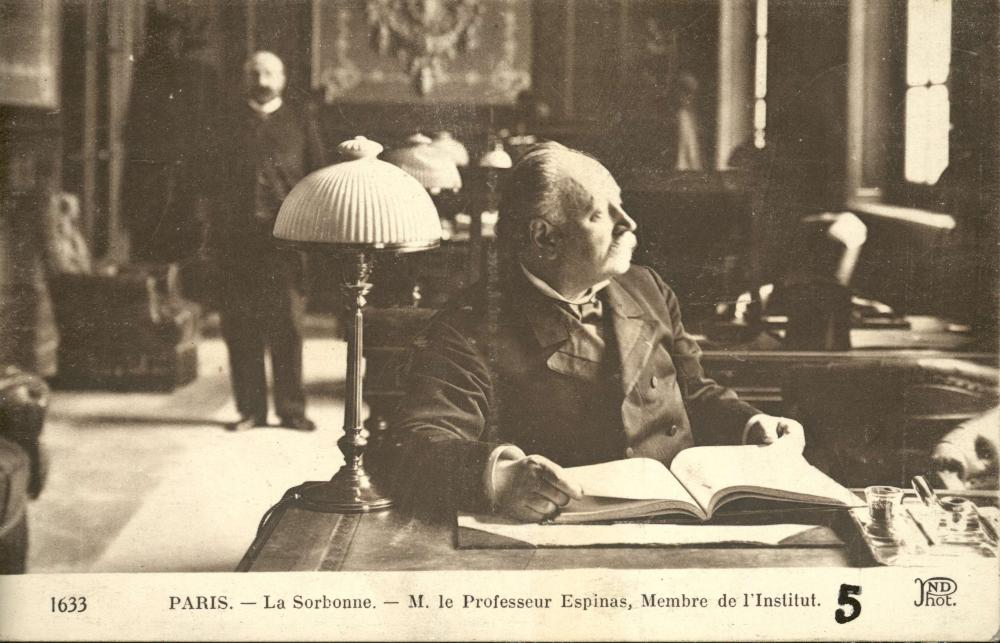

آلفرد ویکتور اسپیناس (زاده ۲۳ مه ۱۸۴۴- درگذشته ۲۴ فوریه ۱۹۲۲) متفکر فرانسوی بود که به دلیل تأثیرگذاری بر نیچه مورد توجه واقع شده است. او شاگرد کنت و اسپنسر بود. اگرچه در ابتدا از پوزیتیویسم پیروی می‌کرد، اما بعداً تابع رئالیسم شد. او در سن فلورنتین، یون درگذشت.

## آثار
- Des sociétés animales (1877)
- Les origines de la technologie (1897)
- La philosophie sociale du XVIIIe siècle et la Révolution (1898)
- Descartes et la morale: Études sur l'histoire de la philosophie de l'action (1925)